# Наша зоря
«Наша зоря» — щотижнева суспільно-політична газета Селидівської міської ради (м. Селидове, Донецька область, Україна).
Газета публікує новини життя Селидового, населених пунктів, підпорядкованих місту (м. Українськ, м. Гірник, смт Курахівка, смт Цукурине, смт Гостре, смт Комишівка) та сіл Покровського району. Видається українською мовою.
Засновники: Селидівська міська рада та колектив редакції газети.
З квітня 2015 року газета має свій сайт — http://nashazorya.ucoz.ua/

## Історія
Селидівська міська газета була заснована 28 серпня 1938 р. під назвою «Большевистский путь». До 9 липня 1944 р. газета виходила російською мовою, потім перейшла на українську мову видання. В 1952 р. газета була перейменована в «Зоря комунізму», у 1991-му — «Наша зоря» (За голосуванням читачів при обранні нової назви, відповідно до вимог часу, було вирішено залишити ключове слово «Зоря». Вважаючи на те що в Донецькій області вже була зареєстрована газета з назвою «Зоря» (м. Красний Лиман) зупинились на назві «Наша зоря»).

## Редактори
У різні роки редакторами газети були визначні журналісти. В 1938-му — С. Б. Олейніков, з 1939-го — А.Зінченко, з 1943-го — О.Литвиненко, з 1944 р. — О. Є. Голомозенко, з 1956 р. — Петро Корнійович Вербовський, з 1974 р. — Ніна Семенівна Попова, з 1988 р. — Юрій Анатолійович Смоленський, з 2013 р. — Наталія Володимирівна Гамідова.
За 75 років у світ вийшло майже 10 300 номерів газети тиражами від 2 тис. до 12 тис. примірників. Традиції з першого номера 1938-го року писати для людей і про людей, про життя міста, залишаються і до цього дня.

## Нагороди та відзнаки
За роки існування видання неодноразово становилось лауреатом і переможцем різноманітних творчих конкурсів, організованих Спілкою журналістів України, управлінням у справах преси та інформації:
У 2003 р. колектив редакції був відзначений Почесною грамотою Державного комітету інформаційної політики, телебачення і радіомовлення України;
У 2011 р. газета ставала лауреатом творчих конкурсів «Преса Донеччини-2011» в номінації «Молодь Донбасу», «На всех одна победа» (до 68-річчя визволення Донбасу), організованого секретаріатом Донецької обласної спілки журналістів;
У 2012 році газета стала лауреатом конкурсу «Преса Донеччини-2012» у номінації «Рідний край».
Загалом за роки існування газети «Наша зоря» отримала 15 дипломів за результатами професійних конкурсів.
Чимало на рахунку міської газети місцевих подяк. За плідне співробітництво «Наша зоря» у 2012—2013 рр. отримувала Листи-Подяки від Селидівської міської ради, Красноармійської ОДПІ, ради ветеранів праці.